# Luciano D'Alfonso
Luciano D'Alfonso (Lettomanoppello, 13 dicembre 1965) è un politico italiano, senatore della Repubblica per il Partito Democratico nella XIX legislatura e presidente della 6ª Commissione permanente Finanze e Tesoro del Senato dal 29 luglio 2020 alla fine della legislatura.
È stato presidente della Provincia di Pescara dal 7 maggio 1995 al 13 giugno 1999, sindaco di Pescara dal 9 giugno 2003 al 5 gennaio 2009 e presidente della Regione Abruzzo dal 13 giugno 2014 al 10 agosto 2018.

## Biografia
Laureatosi con lode in Scienze politiche, Giurisprudenza e Scienze delle amministrazioni presso l'Università degli Studi di Teramo e in Filosofia presso l'Università degli Studi "Gabriele D'Annunzio", ha conseguito nel 2017 il dottorato di ricerca triennale in “Innovazione e gestione delle risorse pubbliche” presso l'Università degli Studi del Molise.
È sposato e ha tre figli.

### Attività professionale
Sul piano professionale, si occupa di accelerazione dei processi e di sviluppo economico e infrastrutturale in enti pubblici ed aziende, tra cui Società Autostrade Romane ed Abruzzesi, il Ministero del lavoro e della previdenza sociale, il Ministero del tesoro e ANAS. Nel 2004 è professore a contratto di Diritto dell'UE: istituzioni politiche dell'integrazione europea e mediterranea all'Università degli Studi "Gabriele d'Annunzio" di Pescara-Chieti e nel 2005 di Storia delle dottrine politiche.

## Attività politica

### Presidente della provincia di Pescara
Alle elezioni amministrative del 1995 si candida a Presidente della provincia di Pescara, appoggiato da una coalizione di centro-sinistra formata da: Partito Democratico della Sinistra, Popolari, Patto dei Democratici, Federazione dei Verdi, Federazione Laburista e la lista civica "Progetto Democratico". Al primo turno del 23 aprile ottiene il 44,1% dei voti, accede al ballottaggio con il candidato del centro-destra Ezio Ardizzi, fermo al 41,9% dei voti. Al ballottaggio del 7 maggio D'Alfonso viene eletto presidente della Provincia di Pescara raccogliendo il 56,5% dei voti.

### Consigliere regionale dell'Abruzzo
Si candida alle elezioni regionali in Abruzzo del 2000 col Partito Popolare Italiano, nella mozione del presidente uscente Antonio Falconio, venendo eletto in consiglio regionale dell'Abruzzo, diventando capogruppo regionale del PPI all'opposizione della giunta di centro-destra guidata da Giovanni Pace.
Nel 2002 aderisce alla Margherita di Francesco Rutelli, lista elettorale che divenne partito raccogliendo il PPI, Rinnovamento Italiano di Lamberto Dini e I Democratici di Arturo Parisi.

### Sindaco di Pescara
Il 9 giugno 2003 viene eletto sindaco di Pescara (battendo al ballottaggio Carlo Masci), carica che D'Alfonso ha mantenuto per un secondo mandato nel 2008, venendo rieletto al primo turno. Il 14 ottobre 2007 viene eletto segretario regionale del Partito Democratico in Abruzzo.
Il 15 dicembre 2008 viene sottoposto agli arresti domiciliari in seguito ad un'indagine della procura di Pescara che lo vede coinvolto. Il giorno seguente si dimette da sindaco di Pescara e da segretario regionale del PD. Il 24 dicembre 2008 il GIP di Pescara dispone la revoca degli arresti domiciliari. Il 5 gennaio 2009 non ritira le dimissioni e decade dalla carica di sindaco lasciando pieni poteri al vicesindaco Camillo D'Angelo. L'11 febbraio 2013 il tribunale assolve D'Alfonso da tutte le accuse con formula piena per non aver commesso il fatto, facendo decadere i 25 capi di accusa.

### Presidente della Regione Abruzzo
Nel 2014 viene candidato alla presidenza della regione Abruzzo alle elezioni regionali per il centro-sinistra, come vincitore delle primarie di coalizione, venendo appoggiato da: Partito Democratico, Abruzzo Civico, Centro Democratico, Sinistra Ecologia Libertà, Italia dei Valori, Partito Socialista Italiano e le liste civiche "Regione Facile e Veloce" e "Valore Abruzzo". Alla tornata elettorale del successivo 25 maggio viene eletto presidente con il 46,3% dei voti contro il 29,26% dell'avversario Giovanni Chiodi del centro-destra.

### Elezione in Parlamento
In occasione delle elezioni politiche del 2018, D'Alfonso viene candidato al Senato della Repubblica nel collegio plurinominale Abruzzo - 01 dal Partito Democratico. Eletto, viene designato dal PD quale proprio capogruppo nella 6ª Commissione permanente Finanze e Tesoro. La Giunta delle elezioni e delle immunità parlamentari del Senato dichiara l'incompatibilità tra le cariche di Senatore della Repubblica e di Presidente della Regione Abruzzo intimando a D’Alfonso di optare per una delle due; egli opta per il seggio di Palazzo Madama e il 9 agosto si dimette dalla carica di Presidente.
Oltre ad essere membro della 6ª Commissione Finanze e Tesoro, e dal 29 luglio 2020 eletto Presidente della stessa, è componente della Commissione Parlamentare per le questioni regionali e della Commissione Parlamentare di inchiesta sul Sistema bancario e finanziario.
Alle elezioni politiche anticipate del 2022 viene candidato alla Camera dei deputati come capolista nel collegio plurinominale Abruzzo, risultando eletto.

## Procedimenti giudiziari

### Inchiesta Housework
Il 15 dicembre 2008 la procura di Pescara dispone gli arresti domiciliari per l'allora sindaco D'Alfonso con una serie di imputazioni relative a attività di tangenti e scambio di favori tra imprenditori e il comune di Pescara, per favorire una collaborazione del sindaco, nel periodo compreso tra il 2004 e il 2007. Gli arresti vengono revocati dal gip il 24 dicembre 2008.
Tra gli elementi a carico dell'accusa erano elencati una serie di favori ricevuti dal costruttore Carlo Toto in cambio dell'assegnazione di appalti e di trattamenti di favore, come biglietti gratuiti per voli della compagnia Air One, vacanze regalate in diversi luoghi del Mediterraneo e cene di rappresentanza.
Sempre nell'ambito dell'inchiesta, D'Alfonso, il dirigente Dezio e Marco Molisani furono accusati in concorso di truffa per aver predisposto una determina con la quale si faceva apparire il conferimento alla pro-loco di Pescara di un finanziamento di 12.200 euro complessivi per varia pubblicità istituzionale («prestazione mai resa e neanche effettivamente richiesta» secondo il PM). A parere dell'accusa, questo denaro sarebbe stato erogato con un preciso ordine impartito alla pro-loco da Marco Molisani. Inoltre era stata avanzata un'accusa di presunta concussione per aver chiesto alla ditta Fanì (che lavorava per il Comune) il pagamento di cene elettorali.
Altro capo di imputazione - secondo la Procura - era il concorso in concussione per aver indotto Tommaso Di Nardo, legale rappresentante dell'Aquila S.r.l., a consegnare una somma di denaro per la proroga del contratto di sorveglianza del tribunale, venendo inoltre contestata insieme a Dezio la concussione in concorso per aver chiesto somme di denaro anche ai gestori provvisori del bar del Tribunale (la Di Pentima Sas), promettendo in cambio un aiuto per l'aggiudicazione dell'appalto.
Il 23 febbraio 2011 il Gup di Pescara rinvia a giudizio D'Alfonso e altre 23 persone tra imprenditori e dirigenti comunali prosciogliendo però D'Alfonso da due capi di accusa per concussione e uno per corruzione, ovvero i fatti più importanti dell'indagine. Il Gup inoltre ha assolto D'Alfonso anche da due accuse di corruzione con la motivazione che il fatto non sussiste.
Il PM di Pescara aveva chiesto 6 anni di reclusione per D'Alfonso con l'interdizione perpetua dai pubblici uffici e la confisca della villa di Lettomanoppello, chiedendo un'analoga condanna per il dirigente Dezio, socio secondo l'accusa del sistema corruttivo.
L'11 febbraio 2013 il tribunale in composizione collegiale ha assolto d'Alfonso da tutte le accuse con formula piena per non aver commesso il fatto, facendo decadere i 25 capi di accusa.
Sempre in merito allo stesso procedimento, i giudici hanno emesso sentenza di assoluzione piena rispetto all'accusa di corruzione relativa al project financing dei cimiteri cittadini giudicando regolari sia la procedura che l'attribuzione delle consulenze a Ferragina e Mariani, che riguardo all'accusa di associazione a delinquere tra gli imputati riscontrando «un ritorno di utili concreti solo per D'Alfonso» e non, dunque, per gli altri. Sempre nell'ambito della stessa sentenza, i giudici hanno concluso che i benefit di viaggi e vacanze offerti dagli imprenditori Toto all'ex sindaco non avrebbero influito nel suo agire amministrativo.
Il 30 marzo 2015 la Corte d'Appello dell'Aquila conferma la sentenza di proscioglimento spiegando: “Chiaramente esplicativo dell'impostazione dell'accusa è il passaggio del suo appello nel quale lo stesso si duole del fatto che per il Tribunale «una dimostrazione di responsabilità penale sarà possibile solo nel caso di solare evidenza della prova» dimenticando che è proprio così, che solo una «solare evidenza della prova della colpevolezza» in un sistema penale liberale, che appartiene alla nostra cultura giuridica, alla nostra civiltà, al nostro assetto democratico, al dato normativo sopra evocato, può rendere socialmente accettabile una decisione di condanna. Ed appunto nel caso in esame ad avviso di questa corte l'atto di impugnazione del PM non possiede tali caratteristiche non riuscendo a scardinare gli argomenti del Tribunale, a dimostrarne la radicale erroneità, svolgendo spesso considerazioni che ripropongono quelle disattese dal primo giudice” (pagg. 308-309 della sentenza). 
Peraltro, in ordine al capo S bis – estinto per prescrizione e relativo al suo concorso nel reato di finanziamento illecito commesso dall'imprenditore Fanì a sostegno del candidato alle elezioni regionali della Margherita Roselli – la Corte d'Appello specifica che “il predetto, nella veste di amministratore di società, pagò una cena elettorale per il candidato senza il rispetto di quanto previsto dalla legge, ovvero delibera dell'organo sociale e iscrizione in bilancio del pagamento ed il D'Alfonso sarebbe stato di ciò l'istigatore, pur non avendo interesse diretto all'intervento di finanziamento essendosi limitato ad intervenire alla cena elettorale. Orbene ha ragione la difesa quando asserisce che non vi è alcuna prova di tale intervento istigatore e che il coinvolgimento del D'Alfonso è sfornito di adeguata prova non essendo certo sufficiente la sua posizione di primato anche politico all'interno del partito e all'interesse al sostegno di un candidato a lui legato. Posizione – proseguono i giudici – che infatti non basta a dimostrare ed anche ipotizzare una sollecitazione dell'illecito, dal quale peraltro il D'Alfonso non avrebbe tratto alcun vantaggio, dovendosi anche evidenziare la illogicità dell'imputazione che nulla contesta al beneficiario diretto del finanziamento” alludendo poi ad una assoluzione nel caso fosse stata impugnata la sentenza di prescrizione pronunciata in primo grado (pagg. 403-404).

### Inchiesta Mare-Monti
Nel 2010 la procura di Pescara indaga D'Alfonso e altre 12 persone tra cui imprenditori, funzionari ANAS e responsabili dei lavori nell'ambito della vicenda riguardante la mancata realizzazione della S.S. 81 (Mare-Monti) quando era presidente della provincia. D'Alfonso è accusato di truffa in quanto considerato referente politico degli imprenditori Toto per la realizzazione, senza autorizzazioni, della statale S.S 81 dentro la riserva naturale del lago di Penne.
Le ipotesi accusatorie disegnate dal PM di Pescara parlano di un gruppo di persone che avrebbe piegato per interessi personali e per l'esclusivo vantaggio dell'impresa le istituzioni pubbliche con una serie falsi. Il 24 aprile 2017 il tribunale ha dichiarato prescritti i reati; D'Alfonso ha fatto ricorso contro l'ordinanza che ha rilevato la prescrizione, per ottenere l'assoluzione piena. Il 16 maggio 2018 la Corte d'Appello di L'Aquila ha assolto D'Alfonso da tutte le accuse "per non aver commesso il fatto".

### Inchiesta Caligola & Ecosfera
Nel 2011 la procura dell'Aquila iscrive D'Alfonso nel registro degli indagati per l'affidamento in carico di una progettazione sul porto di Pescara affidata alla società Ecosfera quando era sindaco della città.
D'Alfonso è rinviato a giudizio insieme ad altre 11 persone nella inchiesta chiamata "Caligola-Ecosfera" per associazione a delinquere, corruzione, soppressione di atti e rilevazione di atti di ufficio, fatti di cui è stato assolto con formula piena. Il PM dell'Aquila aveva rinviato in giudizio con l'accusa di tangenti per appalti europei della Regione Abruzzo (attributi sempre alla società Ecosfera) anche il vicepresidente della Regione Abruzzo e assessore regionale allo Sviluppo nella giunta di centrodestra targata Chiodi Alfredo Castiglione, l'ex capogruppo PD in Regione Abruzzo Camillo Cesarone, l'ex segretario generale alla Presidenza della Regione Abruzzo durante la giunta di centrosinistra di Ottaviano Del Turco, Lamberto Quarta (già condannati nell'inchiesta Sanitopoli) nonché il presidente e amministratore delegato della aziende, nonché numerosi consulenti e dirigenti regionali.
L'inchiesta ruota attorno a una presunta associazione per delinquere che sarebbe stata messa in piedi per condizionare l'affidamento delle commesse pubbliche in cambio di contropartite economiche sotto forma di consulenze e di assunzioni clientelari. Per quanto riguarda il filone che coinvolge D'Alfonso, si ipotizzava una serie di scambi di contratti di consulenza e appalti per il programma di cooperazione transfrontaliera Ipa Adriatico 2007-2013. Si trattava di un appalto da 51 milioni di euro che sarebbe stato affidato alla società Ecosfera in cambio, secondo l'accusa, di 2 contratti da 46.400 euro offerti poi dalla stessa società all'ex assessore PD Luciani. Il 10 dicembre 2013 D'Alfonso ottiene il rito abbreviato. Il PM dell'Aquila aveva chiesto 3 anni e 5 mesi. Il 3 febbraio 2014 il giudice ha assolto D'Alfonso con formula piena.

### Inchiesta 2017
Il 16 febbraio 2017 il sito Corriere.it rende noto che D'Alfonso è indagato dalla Procura dell'Aquila per corruzione, abuso d'ufficio e turbata libertà degli incanti. Le ipotesi di reato riguardano un intervento riguardante la città di Penne e interventi di manutenzione di case popolari a Pescara. I Carabinieri e la Polizia di Stato effettuano diverse perquisizioni al palazzo della Regione e in diverse città abruzzesi. D'Alfonso si dichiara "totalmente estraneo ai fatti contestati e sorpreso dall'indagine su Penne perché avrei favorito il Comune di Penne a rispettare il Patto di Stabilità facilitando l’emissione di un nulla osta del Mibact alla alienazione di un bene demaniale comunale senza vincoli culturali e soprattutto in conduzione di fitto attivo, per il quale il Comune aveva introitato la caparra e aveva piena diritto a concludere il contratto di alienazione, di interesse soprattutto per l'ente poiché riusciva a rispettare il Patto di Stabilità incamerando la somma conseguente alla alienazione".
Con decreto n. 1954/17 R.G.GIP del Tribunale di L'Aquila - Ufficio del Giudice per le indagini preliminari, il gip Giuseppe Romano Gargarella accoglie la richiesta del pm Michele Renzo e archivia l'indagine relativa alla città di Penne, ritenendo che "[...] detta richiesta può essere accolta perché sono pienamente da condividere le motivazioni proposte dal pubblico ministero per il caso in esame, e comunque dagli atti non emergono elementi in base ai quali possa essere utilmente esercitata in qualche forma l'azione penale [...]"
Anche nell’indagine della Procura della Repubblica dell'Aquila relativa alla gara per il restauro di Palazzo Centi, il 14 maggio 2018 il pm Fabio Picuti ha chiesto l’archiviazione della posizione di D’Alfonso così motivandola: "Dall'esame complessivo delle telefonate intercettate, dei documenti di gara, delle dichiarazioni dei testi e della consulenza tecnica dell'architetto Aledda non emerge alcun coinvolgimento o interessamento illecito dei predetti indagati (Luciano D'Alfonso e Claudio Ruffini, ndr) nella procedura in questione" (pag. 3 della richiesta di archiviazione n. 1062/2018 R.G. noti della Procura della Repubblica presso il Tribunale di L'Aquila). Con decreto di archiviazione del 27 agosto 2018 il gip Mario Cervellino dispone l'archiviazione del procedimento in quanto "[...] Dal contenuto delle telefonate intercettate emergono infatti attività del tutto lecite, integranti esercizio dell'azione amministrativa e doverosa correlativa sorveglianza, mancando in modo assoluto indici di pressioni indebite. [...] le sole telefonate oggetto di captazione non forniscono prova di alcuna attività criminosa. [...]"